# Konrad Czabok
Konrad Czabok, né le 19 mars 2001, est un coureur cycliste polonais. Il est membre de l'équipe Mazowsze Serce Polski.

## Biographie
Au début de sa carrière, Konrad Czabok se consacre principalement au VTT, en particulier au cross-country marathon. Dans cette discipline, il devient notamment champion national de Pologne en 2019 et en 2021. Sa sœur Klaudia est elle aussi coureuse cycliste.  
En 2024, il quitte son club formateur de Varsovie pour rejoindre l'équipe continentale Mazowsze Serce Polski. Il délaisse à cette occasion le VTT pour le cyclisme sur route. Sous ses nouvelles couleurs, il remporte le Puchar Ministra Obrony Narodowej. Il termine par ailleurs troisième d'une étape du Tour de Grèce. La même année, il représente son pays natal aux championnats du monde universitaire, où il se classe troisième du contre-la-montre. 

## Palmarès sur route
- 2024
  - Puchar Ministra Obrony Narodowej
  -  Médaillé de bronze du contre-la-montre aux championnats du monde universitaire

## Palmarès en VTT

### Championnats nationaux
- 2018
  - 2e du championnat de Pologne de cross-country marathon juniors
  - 3e du championnat de Pologne du relais par équipes
- 2019
  -  Champion de Pologne de cross-country marathon juniors
  - 2e du championnat de Pologne du relais par équipes
- 2020
  - 2e du championnat de Pologne du relais par équipes
- 2021
  -  Champion de Pologne de cross-country marathon espoirs
- 2022
  - 2e du championnat de Pologne de cross-country marathon espoirs